# Berswordt-Halle
Die Berswordt-Halle in Dortmund wurde 2002 neu errichtet und verbindet die anliegenden Gebäude miteinander. 
Der Name Berswordt kommt von der gleichnamigen Familie. Sie gehörte zu den ältesten Familien der Führungsschicht im mittelalterlichen Dortmund. Viele Bürgermeister und Ratsvertreter entstammen dieser Familie. Die Familie Berswordt betätigte sich auch im Stiftungswesen. Der Berswordt-Altar in der Marienkirche ist ein wichtiges mittelalterliches Kunstwerk.
Die Halle ist in einer offenen Glas-Stahlkonstruktion erbaut und verbindet kontrastreich das Alte Stadthaus mit dem Verwaltungsneubau aus den 1950er Jahren. In der Glasfassade spiegelt sich die rote Sandsteinfassade des alten Stadthauses.
In der Halle und dem angrenzenden neuen Stadthaus sind unter anderem die Bürgerdienste und das Dienstleistungszentrum Wirtschaft der Dortmunder Stadtverwaltung untergebracht. In den äußeren Arkaden finden sich Geschäfte und ein Gastronomiebetrieb mit „Außengastronomie“ in der Halle untergebracht.
Die Berswordt-Halle wird regelmäßig für Ausstellungen und Veranstaltungen genutzt.

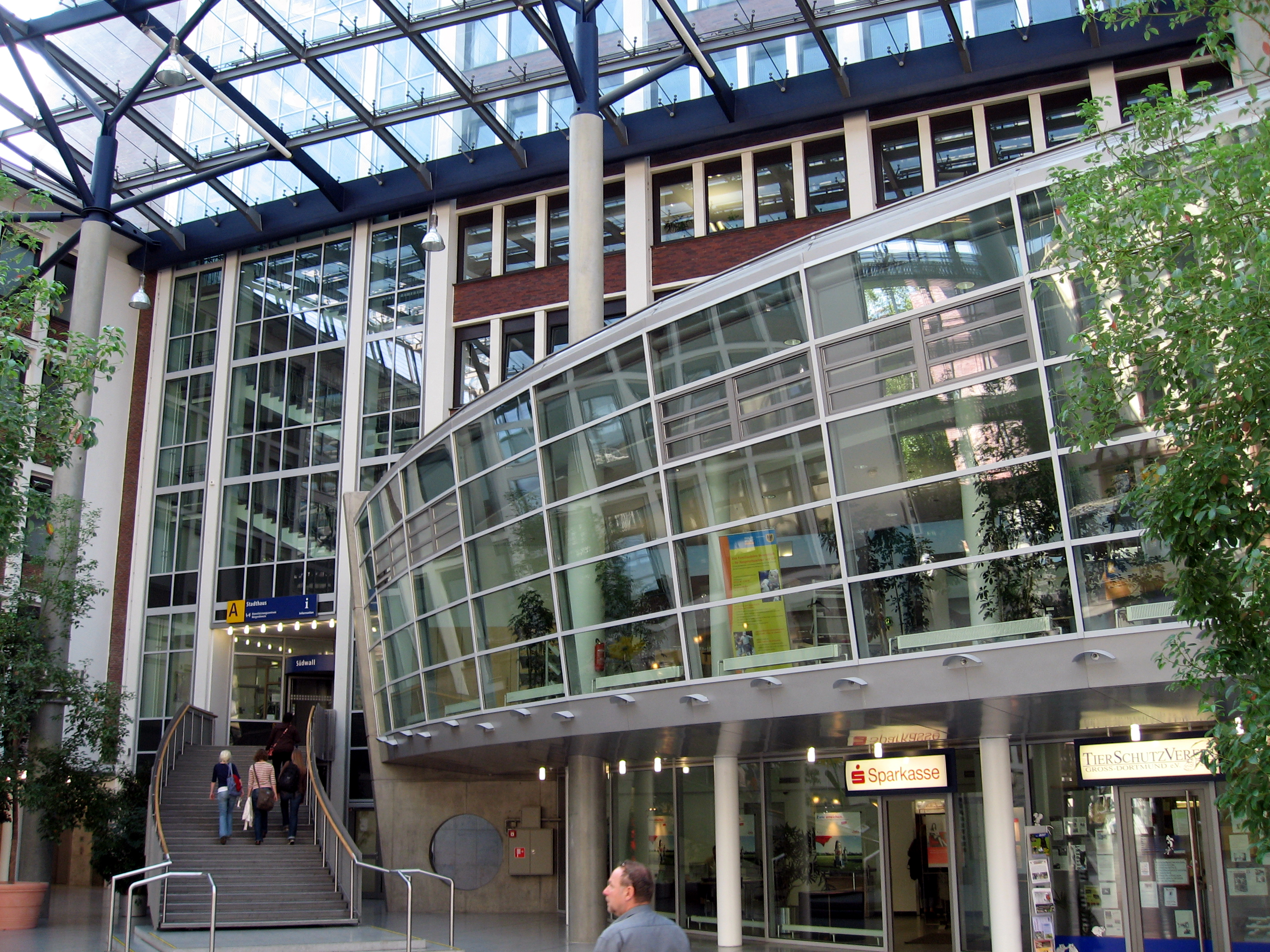
Die Berswordt-Halle von innen

Koordinaten: 51° 30′ 39″ N, 7° 28′ 2,8″ O